# Todd Pacific Shipyards

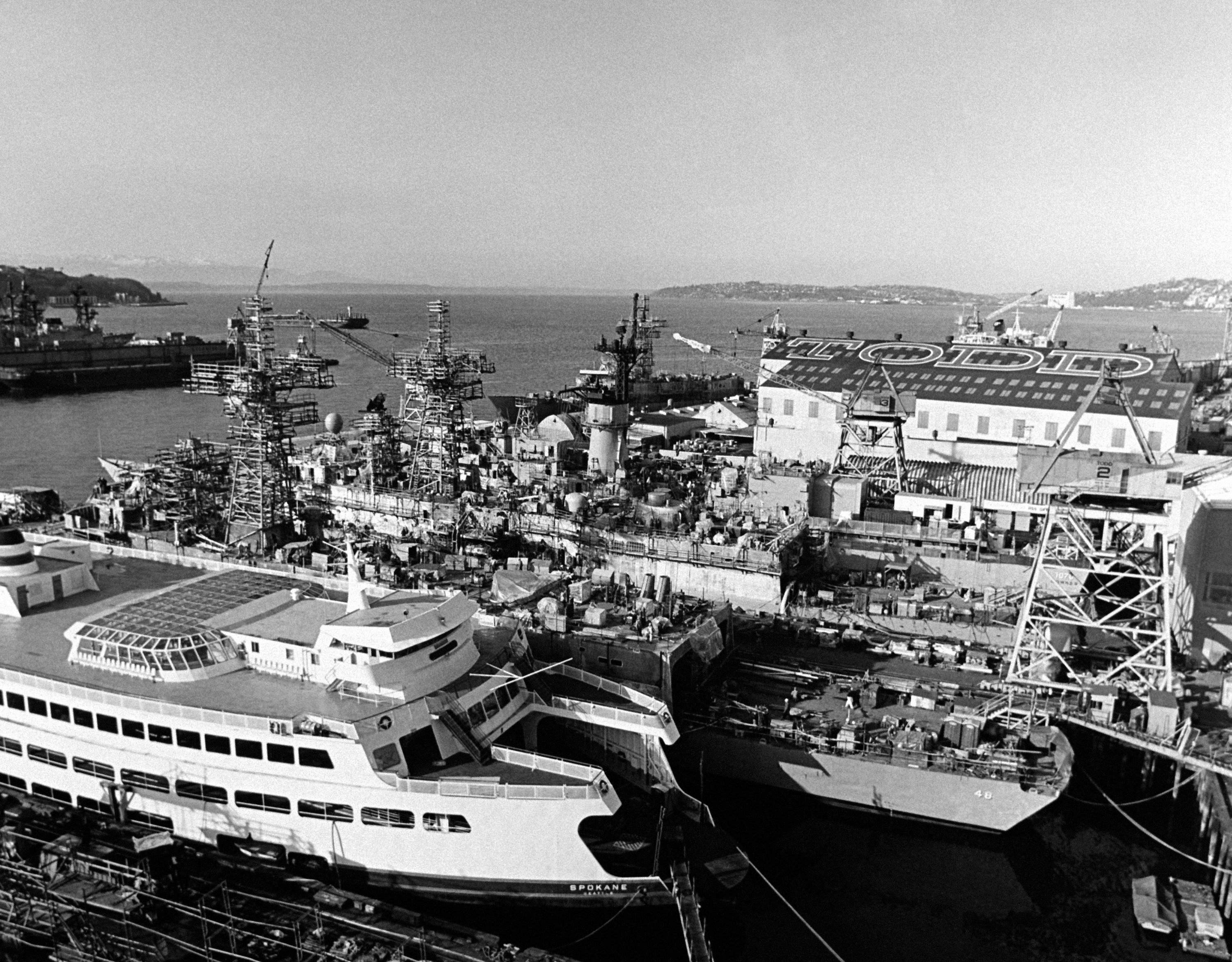
Bau mehrerer Schiffe bei Todd, Seattle

Die Todd Pacific Shipyards ist eine Werftgesellschaft mit Sitz in Seattle, Washington.

## Geschichte
1916 erwarb die William Todd Company die Robins Dry Dock & Repair Company aus Erie Basin, Brooklyn, die Tietjen & Long Dry Dock Company aus Hoboken (New Jersey), und die Seattler Construction & Dry Dock Company. Zu Beginn baute Todd überwiegend U-Boote für die Electric Boat.
Im Zweiten Weltkrieg erlebten die Werften der Gesellschaft ihren Höhepunkt, an elf Standorten in den USA wurde konstruiert und repariert. Allein die Werft in Seattle vollendete 126 Kriegsschiffe für die United States Navy in drei Jahren. Nachdem der Krieg beendet war und die Verteidigungsbudgets schmolzen, verkleinerte Todd sich auf sieben Standorte.
In den 1950er, 1960er, und 1970er Jahren baute das Unternehmen Schiffe der Charles-F.-Adams-Klasse, Leahy-Klasse, Knox-Klasse und Oliver-Hazard-Perry-Klasse, letztere auch für die Royal Australian Navy. Außerdem wurden Fähren für die Washington State Ferries gefertigt. Nachdem die Aufträge über die 1980er Jahre weniger wurden, ging die Firma 1987 in die Insolvenz. Bis 1990 blieb so nur noch die Werft in Seattle bestehen, die Schiffe für die United States Coast Guard sowie für Firmen baut, überholt und repariert.
Seit 2000 ist Todd an der Überholung mehrerer Kriegsschiffklassen beteiligt, die im Puget Sound stationiert sind, unter anderem auch von Flugzeugträgern der Nimitz-Klasse. Die Werft ist auch an der Konvertierung der Ohio-Klasse in SSGN beteiligt, wiederum zusammen mit Electric Boat.
Seit 2011 gehört das Unternehmen zu Vigor Industrial.